# Estación de Tratamiento de Aguas Potables de El Carambolo
La Estación de Tratamiento de Aguas Potables (ETAP) de El Carambolo, instalación gestionada por EMASESA, produce el agua potable para el abastecimiento de la mayor parte del área metropolitana de Sevilla. Se encuentra situada al oeste de la ciudad de Sevilla, recibiendo el caudal (agua bruta) de los embalses situados en el Río Rivera de Huelva: Aracena, Zufre, La Minilla y El Gergal.

## Localización
La Estación de Tratamiento de Aguas Potables (ETAP) de El carambolo está ubicada en término municipal de Camas a más de 70 metros sobre el nivel del mar, en el cerro de El Carambolo en la cornisa del Aljarafe sevillano, y junto a la barriada de Coca de La Piñera.
Ocupa una superficie total de 278.000 m², de los cuales 160.000 m² son de la ETAP.

## Historia
La ciudad de Sevilla poseía unos sistemas de abastecimientos públicos de agua pero fue a partir de la construcción de la ETAP Carambolo y sus depósitos de cabecera y las conducciones gemelas que entroncan dichos depósitos con la red de abastecimiento existente, cuando culmina el proceso de modernización del sistema de potabilización de Sevilla.
La ETAP El Carambolo empezó construirse en los inicios de la década de los sesenta y comienza a funcionar, en su primera fase, en 1963, con los primeros 4 decantadores tipo Acelator y 12 filtros de arena.
Posteriormente a partir del año 1968 se pone en servicio la segunda fase de esta línea de tratamiento con otros 4 decantadores idénticos a los anteriores y otros 12 filtros; que se completa en fecha posterior (mediada la década de los setenta) con dos nuevos decantadores tipo Pulsador. Esta línea de tratamiento así configurada, llega a alcanzar el caudal máximo de diseño de la planta de 5.000 l/s
A mediado de la década de los setenta, Sevilla disfrutaba de un buen suministro, sin embargo, el área abastecida aumentaba por acuerdos de varios Ayuntamientos cercanos con el de Sevilla de su área metropolitana. Este hecho unido al cambio radical de hábitos, generado por el desarrollo de los años setenta, propició una importante tasa de crecimiento de consumo, que hacía prever la saturación de la capacidad del sistema en un decenio.
La ETAP Carambolo amplia su capacidad de tratamiento con la construcción de una segunda línea con capacidad de tratamiento idéntica a la línea ya en funcionamiento, sumando a partir del año 1985 una capacidad máxima de tratamiento de 10 m³/segundo, es decir, 864.000 m³/día.
Tras las sequías sufridas en distintas décadas y en concreto tras la de los años 92-95 las reformas realizadas en dichas instalaciones las han dotado de tecnologías de tratamientos más intensivos que aumenten la garantía de calidad del agua, dándole al mismo mayor fiabilidad y versatilidad.
Esta mejora del proceso de tratamiento y en la calidad del agua resultante ha venido muy determinada por la adecuación a la evolución de la normativa sobre el agua de consumo humano, cada vez más exigente y estricta. Además de llevarse a
cabo la ampliación, modernización y automatización de todo el proceso, así como la implantación de instalaciones que atendiendo a un criterio de sostenibilidad, se realiza la recuperación de las aguas utilizadas en las distintas fases del proceso de potabilización (purgas, lavados de filtros, drenajes, vaciados, etc…) permitiendo conseguir su total aprovechamiento.

## Instalaciones
La ETAP Carambolo, con una capacidad máxima de tratamiento de 10 m³ por segundo, recibe agua desde los embalses mediante dos conducciones interconectadas con los embalses de La Minilla y el El Gergal. La incorporación de los recursos de emergencia, en su caso, procedentes del Guadalquivir o de otras cuencas como la del Río Viar, se incorporan a la ETAP Carambolo a través de las conducciones integrantes de la infraestructura de emergencia y de la conducción Gergal – Carambolo.
]]

### Área de Pretratamientos
La ETAP dispone de los siguientes pretratamientos:
- Oxidativos: Tratamiento con permanganato potásico y/o precloración para toda el agua bruta que llega a la planta. Igualmente también realizan un tratamiento con ozono en cabecera para las aguas procedentes de la conducción de Gergal. 

- No oxidativos: Tratamiento con Carbón activo en polvo. Adición de agua saturada de cal.

### Clarificación
En la ETAP de El Carambolo existen 2 líneas, con una capacidad de tratamiento de 5 m3/segundo, cada una de ellas.
- Línea 1:

- 8 decantadores del tipo acelator con sistema de recirculación de fangos de 26,2 metros de diámetro y 2300 m³ de capacidad unitaria.

- 2 decantadores rectangulares (32 x 23 m) de tipo pulsator de lecho de fango de 2.950 m³ de capacidad unitaria.

- 24 filtros de arena silícea con 96,5 m² de superficie unitaria de filtración.
- Línea 2:

- 6 decantadores turbocirculator de 38 metros de diámetro con recirculación de fangos y de 4.550 m³ de capacidad unitaria.

- 24 filtros de arena silícea con 127,5 m² de superficie unitaria de filtración.

### Tratamientos de Afino
- Posozonización: Tratamiento con ozono al agua de salida del proceso de clarificación para un caudal de hasta 5 m³/s.

- Filtración a través de lechos de Carbón Activo Granular, para un caudal de hasta 5 m³/s como tratamiento complementario del anterior o como tratamiento independiente del mismo.

### Tratamientos de acondicionamiento final
- Adición de cloro como desinfectante final del agua.

- Corrección del pH y la agresividad del agua tratada por adición de agua saturada de cal.

### Aprovechamiento de aguas de proceso
En 1975 entró en servicio la instalación de recuperación de aguas de lavado y a partir del año 2004 la explotación completa de las Instalaciones de Aprovechamiento de Aguas de Proceso (IAAP), que utilizan e integran las instalaciones originales, ampliándolas no sólo a las aguas de lavado y drenaje, sino también a las aguas de purgas, red de vaciados, etc. Con este proceso se consigue prácticamente un vertido cero, recuperándose entre el 3-4% del agua tratada en la ETAP. Asimismo los fangos producidos son deshidratados y extraídos en forma sólida incorporándose a la planta de compostaje.

### Almacenamiento de Agua Tratada

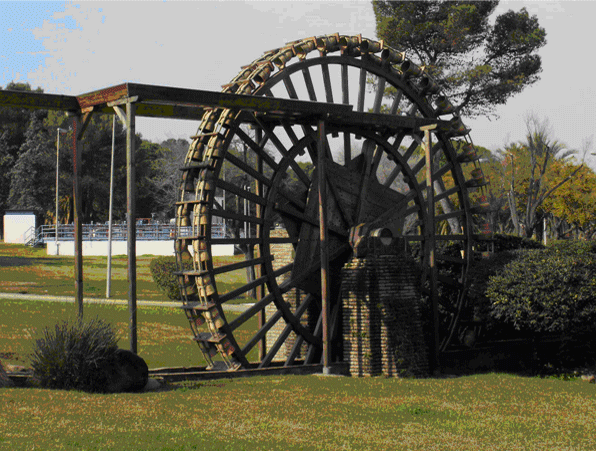
Noria árabe dentro de las instalaciones de la ETAP El Carambolo.

Los depósitos principales de agua tratada 1 y 2, tienen capacidad para 200.000 y 66.000 metros cúbicos respectivamente. Desde los mismos se inicia tanto la distribución a la red de Abastecimiento, como la conexión con los depósitos de cola de Alcalá de Guadaíra.

Entre las instalaciones de la ETAP El Carambolo destaca la reconstrucción de una antigua noria árabe que ejemplifica la necesaria y constante imaginación aplicada a los procesos del transporte y tratamiento de las aguas históricamente para conseguir su máxima utilidad.

## El proceso de potabilización
El proceso de potabilización de las aguas tiene por objetivo transformar el agua natural o bruta en agua potable, es decir, en agua apta para el consumo humano.
El agua bruta que llega a la potabilizadora contiene materia orgánica, materia inorgánica (ambas tanto de origen natural como antrópico) así como microorganismos (patógenos y no patógenos)y como consecuencia de ello suele tener color, turbidez y a veces olor.
Sin embargo, el agua potable debe carecer de sabor, olor, color o turbiedades desagradables que provoquen el rechazo de los consumidores al tiempo que debe ser sanitariamente apta para el consumo, no produciendo enfermedades de transmisión hídrica ni otras alteraciones para la salud. Por tanto debe eliminarse del agua todo aquellos elementos, compuestos o patógenos que afecten al confort o a la salud y cumplir en todo momento las especificaciones legales que la regulan y que están contenidas en el RD. 140/03 por el que se establecen los Criterios Sanitarios de la Calidad del Agua de Consumo Público.
En la ETAP El Carambolo, el agua, procedente de los embalse llega a la obra de llegada, iniciándose el proceso de potabilización:

### Pretratamientos y desbaste
El agua pasa por unas rejillas para retener los cuerpos de gran tamaño. En ella se pueden añadir una serie de pretratamientos siempre en función de la calidad del agua bruta y de sus necesidades de tratamiento.

)

### Tratamiento de Clarificación
A continuación se utiliza un proceso físico-químico denominado Clarificación para la eliminación del agua de las sustancias suspendidas y coloidales y mejorar sus características (turbidez, color, etc.).
El proceso de clarificación se subdivide a su vez en 9 partes:

#### Coagulación
Para este proceso se añaden generalmente sales de aluminio que hacen que las partículas que ensucian el agua se "agrupen" formando pequeños agrupamientos de partículas denominados flóculos.
=

#### Decantación
En los decantadores el agua circula a baja velocidad y los flóculos descienden al fondo, donde se quedan formando fango. El fango es extraído por la parte inferior del decantador para su posterior tratamiento y secado. El agua sale limpia por la parte superior en dirección a los filtros.

#### Filtración
En esta parte del proceso se consigue retener las pequeñas partículas que han podido pasar la fase de decantación sin haber sedimentado. El agua pasa por unos estanques que tienen un lecho de arena que forma el filtro. En los huecos existentes entre los granos quedan retenidos los pequeños flóculos que hayan podido escapar de la fase de decantación. Estos filtros como consecuencia de su actividad se colmatan, por lo que tienen que ser lavados cada cierto tiempo para que puedan ser efectivos.

### Tratamiento de Afino
En función de las características del agua se pueden implementar tratamientos de afino para eliminar algunas sustancias orgánicas que pudiese contener el agua. Estos tratamientos consisten en la aplicación de un oxidante intenso, el Ozono, generado “in situ” a partir de oxígeno gaseoso por aplicación a dicho gas de una fuerte corriente eléctrica.
Complementariamente a dicho postratamiento o independientemente del mismo, el agua puede pasarse a través de lechos filtrantes de Carbón Activo Granular donde por adsorción en las paredes de estos granos de carbón se eliminan las sustancias orgánicas inapropiadas.

### Desinfección y acondicionamiento final
Antes del almacenamiento en los depósitos de distribución, el agua debe ser desinfectada. La eliminación selectiva de los organismos patógenos presentes en el agua causantes de enfermedades de transmisión hídrica, se lleva a cabo mediante la adicción de agentes químicos como el cloro y/o sus derivados.
Por último es conveniente realizar un acondicionamiento final del pH del agua para equilibrar la misma, evitando que tenga propiedades agresivas para los elementos de las conducciones que la contienen y transporta.
Una vez finalizado el proceso de potabilización el agua es almacenada en los dos depósitos principales de agua potable y desde ellos se inicia el suministro a toda la red de abastecimiento de Sevilla y su área metropolitana.